# داء التكاثر النقوي العابر
يحدث داء التكاثر النقوي العابر (TMD) عند نسبة كبيرة من مرضى الاضطراب الوراثي الخلقي متلازمة داون. قد يحدث عند الأفراد غير المصابين بمتلازمة داون ولكن لديهم بعض الخلايا الدموية التي تحتوي على تشوهات وراثية مماثلة لتلك الموجودة في متلازمة داون. يتطور عادةً داء التكاثر النقوي العابر في الرحم، ويُشخص قبل الولادة أو في غضون 3 أشهر تقريبًا من الولادة، وتنتهي الأعراض بعد ذلك بسرعة وبشكل تلقائي. ومع ذلك، خلال فترة ما قبل الولادة إلى ما بعد الولادة، قد يتسبب المرض في أضرار لا يمكن إصلاحها لمختلف الأعضاء وفي حوالي 20% من الحالات يؤدي المرض إلى الموت. علاوة على ذلك، يصاب حوالي 10% من الأفراد المصابين بداء التكاثر النقوي العابر (TMD) بسرطان الدم الضخم الأرومات في وقت ما خلال السنوات الخمس التالية بعد التشخيص. اضطرابات التكاثر النقوي هي حالة مهددة للحياة ومقدمة للتسرطن تصيب الأجنة وكذلك الرضع في الأشهر القليلة الأولى من حياتهم.
ينطوي مرض التكاثر النقوي العابر على الانتشار المفرط للأرومة الضخمة غير الخبيثة. أرومات النواء هي خلايا طليعية للدم تنضج إلى خلايا النواء. تفرز الخلايا العملاقة الصفائح الدموية في مجرى الدم. تعتبر الصفائح الدموية ضرورية لتخثر الدم الطبيعي. نتيجة لهذه الطفرة، تفشل الأرومات الضخمة في النضج بشكل صحيح، وتتراكم في أعضاء متعددة، وقد تؤدي إلى تلف هذه الأعضاء، وقد تصبح سرطانية. تؤدي الحالة أيضًا إلى نقص نضوج كرات الدم الحمراء في الدم، وبالتالي فقر الدم الخفيف.
معظم الأفراد الذين يعانون من اضطرابات داء التكاثر النقوي العابر لديهم دليل سريري على حدوث تلف في أعضاء مختلفة، وخاصة الكبد، بسبب تسلل الأرومة الضخمة، وتراكم السوائل في أجزاء الأنسجة المختلفة، وميل للنزيف بسبب انخفاض مستويات الصفائح الدموية (أي قلة الصفيحات)، وفقر الدم بسبب انخفاض إنتاج خلايا الدم الحمراء، و/أو علامات أو أعراض الاضطراب الأخرى. ومع ذلك، فإن بعض الأفراد المصابين بمرض التكاثر النقوي العابر لديهم استنساخ صغير يُفترض من أرومات النوى الضخمة سريعة الانتشار مع طفرات GATA1 المعطلة، ولكن لا توجد علامات أو أعراض أخرى للمرض. يُطلق على هذا النوع من الاضطرابات من داء التكاثر النقوي العابر داء تكوين النخاع غير الطبيعي الصامت العابر (أي TAM الصامت). تكون النخاع غير الطبيعي العابر الصامت له أهمية سريرية لأنه، مثل داء التكاثر النقوي العابر المصحوب بأعراض، قد يتطور إلى سرطان الدم ضخم الأرومات. يحدث هذا التطور في حوالي 10% من حالات اضطرابات داء التكاثر النقوي العابر في وقت ما خلال 4-5 أشهر بعد الولادة ويرجع ذلك إلى استنساخ الأرومة الضخمة بسرعة لطفرات الأورام في الجينات الأخرى.
تُستخدم أنظمة العلاج الكيميائي لعلاج الأفراد الذين يعانون من اضطرابات داء التكاثر النقوي العابر ولكن ليس الجميع، إنما فقط أولئك الذين يعانون من مضاعفات المرض التي تهدد الحياة. من غير المعروف ما إذا كانت هذه الأنظمة العلاجية لها تأثير على تطور ابيضاض الدم ضخم الأرومات الحاد. حاليًا، يوصى بمتابعة الأفراد الذين يعانون من اضطرابات داء التكاثر النقوي العابر طبيًا للبحث عن علامات أو أعراض أو أدلة مخبرية على تطوره إلى المرحلة الخبيثة لأن العلاج المبكر يؤدي إلى نتائج سريرية جيدة. 

## العلامات والأعراض

### قبل الولادة
يتطور مرض التكاثر النقوي العابر وقد يكون مصدر قلق للأجنة. تشمل الميزات في مراجعة 39 حالة جنينية أُبلغ عنها ما يلي: انخفاض إنتاج الصفائح الدموية غالبًا ما يكون مصحوبًا بمستويات منخفضة بشكل كبير من الصفائح الدموية، وانخفاض إنتاج خلايا الدم الحمراء الذي يترافق مع فقر دم خفيف، وزيادة مستويات الخلايا الأروماتية الضخمة وخلايا الدم البيضاء المنتشرة، وارتفاع شديد في الخمائر الكبدية بسبب التراكم المفرط لخلايا سلائف الصفائح الدموية، والطحال المتضخم الذي يُفترض أنه يرجع في الغالب إلى ارتفاع ضغط الدم البابي المصاحب لأمراض الكبد مع تكون الدم خارج النخاع الذي يُحتمل أن يساهم في التضخم، وتراكم السوائل الزائدة في الأغشية المصلية كالتأمور والجنب والبطن ، واستسقاء الجنين، أي تراكم السوائل الزائدة في جزأين أو أكثر من أجزاء جسمه، وتضخم القلب والتشوهات القلبية الأخرى الناتجة عن عيوب الحاجز الأذيني، وعيوب صغيرة في الحاجز البطيني، و/أو تراكم الخلايا العملاقة والتليف القلبي الثانوي. عندما يكون استسقاء الجنين مصحوبًا بخلل في وظائف الكبد، فهو مزيج إنذاري سيء بشكل خاص في اضطرابات داء التكاثر النقوي العابر.

### بعد الولادة

#### الحالة العرضية
تشير السمات السريرية في مراجعة 3 دراسات إلى ما مجموعه 329 حالة من حالات اضطرابات داء التكاثر النقوي العابر المصحوبة بأعراض: الولادة المبكرة (33-47%)، وتضخم الكبد (55-62%)، ووجود دليل على ضعف الكبد (13-63%)، وتضخم الطحال (36-44%)، وأمراض القلب (47-71%)، وتشوهات الجهاز الهضمي (1-25%)، وتراكم السوائل في الرئة والقلب و/أو البطن (16-21%). في دراسات أخرى ارتبطت 5% من الحالات بآفات حويصلية حطاطية. ارتبطت 3-6% من الحالات بالفشل الكلوي أو القصور المفترض بسبب مضاعفات القلب و/أو ضعف الكبد. يوجد حالات نادرة من ضعف وظيفة الرئة بسبب انضغاطها في المقام الأول بسبب تضخم الكبد بشكل كبير و/أو تراكمات السوائل في الحيز الجنبي، وحالات نادرة من ارتشاح ورم أرومات نواة كبير بدون أعراض وتليف ثانوي في البنكرياس. وجدت تقارير أخرى انخفاضًا في مستويات تعداد الصفائح الدموية في 50% من الحالات، وتجلط دم غير طبيعي في 10-25% من الحالات، وفقر الدم في 5-10%، وزيادة مستويات خلايا الدم البيضاء في 50% من الحالات. إن معدل حدوث كل هذه الميزات باستثناء المستويات المنخفضة من الصفائح الدموية أعلى بشكل ملحوظ في اضطرابات داء التكاثر النقوي العابر مقارنة بأفراد متلازمة داون الذين يفتقرون إلى طفرات GATA1. يوجد أيضًا حالات غير شائعة للإملاص ووفيات الرضع خلال 24 ساعة من الولادة.

#### داء التكاثر النقوي العابر الصامت (اللاعرضي)
يفتقر تكوين النخاع غير الطبيعي الصامت العابر إلى جميع السمات السريرية لداء التكاثر النقوي العابر تقريبًا، أي أن الأطفال حديثي الولادة المصابين بهذا المرض لا يظهرون أي علامات أو أعراض تختلف عن تلك الموجودة في الأفراد المصابين بمتلازمة داون الذين يفتقرون إلى طفرات GATA1.